# Yuri Berchiche
Yuri Berchiche Izeta (Zarautz, 10 febbraio 1990) è un calciatore spagnolo, difensore dell'Athletic Bilbao.

## Caratteristiche tecniche
È un terzino sinistro. Molto abile nell'1 contro 1, è assai dotato fisicamente ed eccelle nei duelli aerei.

## Carriera

### Club
Nato a Zarautz, nei Paesi Baschi, da padre algerino e madre spagnola, Berchiche ha iniziato la sua carriera nella cantera della Real Sociedad, ma ha lasciato per i rivali dell'Athletic Bilbao all'età di 16 anni. L'8 giugno 2007 l'Athletic e il Tottenham Hotspur si sono accordati su un trasferimento, e il giocatore ha continuato il suo sviluppo calcistico in Inghilterra presso l'accademia del club; mentre giocava per l'Under 18 del Tottenham all'Eurofoot Tournament in Belgio, è stato nominato "Giocatore del torneo", poiché gli Spurs hanno vinto la competizione dopo aver battuto l'Anderlecht per 4-0 in finale. 
Berchiche si è unito alla squadra di League One del Cheltenham Town in prestito per un mese, il 26 marzo 2009. 
Nel luglio 2009, Berchiche è tornato in Spagna al Real Valladolid, ancora in prestito. Beneficiando dell'assenza del titolare di lunga data Alberto Marcos Rey a causa di un infortunio, ha iniziato nella prima partita di campionato, uno 0-0 in casa dell'UD Almería. Fu la sua unica apparizione nella Liga della stagione poiché giocò principalmente nella squadra riserve.
Il 29 giugno 2012, dopo due stagioni complete, è tornato alla Real Sociedad, che lo ha subito ceduto in prestito a un'altra squadra di terza divisione, il vicino SD Eibar. 
All'inizio del 2014, Berchiche ha rinnovato il contratto con i Txuriurdin fino al 2016. A giugno, dopo aver aiutato l'Eibar a ottenere la promozione nella massima serie per la prima volta nella sua storia, è stato selezionato dalla Liga Nacional de Fútbol Profesional come titolare. 
Berchiche è tornato alla Real Sociedad nell'agosto 2014. Diventa il terzino titolare della squadra, sostituendo il titolare di lunga data Alberto de la Bella.
Il 7 luglio 2017 Berchiche ha firmato un contratto quadriennale con il Paris Saint-Germain. Debutta in Ligue 1 l'8 settembre, giocando tutti i 90 minuti nella vittoria per 5-1 in trasferta contro l'FC Metz. Il suo primo gol nella competizione arriva il 20 dicembre, nel successo casalingo per 3-1 sul Caen.
Berchiche ha giocato 32 partite ufficiali nella sua unica stagione in Francia, vincendo tre trofei tra cui il campionato nazionale e la Coppa di Francia, sconfiggendo i dilettanti Les Herbiers VF 2-0 nella finale di quest'ultimo torneo.
Il 2 luglio 2018 il PSG ha annunciato di aver raggiunto un accordo con l'Athletic Bilbao per il trasferimento a titolo definitivo di Berchiche (una quota iniziale di 19 milioni di euro, con ulteriori 6 milioni di euro in eventuali integrazioni). Il nuovo contratto è triennale con una clausola rescissoria di 100 milioni di euro.

### Nazionale
Ha giocato nella nazionale spagnola Under-17.

## Statistiche

### Presenze e reti nei club
Statistiche aggiornate al 12 marzo 2025
| Stagione               | Squadra                | Campionato             | Campionato | Campionato | Coppe nazionali | Coppe nazionali | Coppe nazionali | Coppe continentali | Coppe continentali | Coppe continentali | Altre coppe | Altre coppe | Altre coppe | Totale | Totale |
| Stagione               | Squadra                | Comp                   | Pres       | Reti       | Comp            | Pres            | Reti            | Comp               | Pres               | Reti               | Comp        | Pres        | Reti        | Pres   | Reti   |
| ---------------------- | ---------------------- | ---------------------- | ---------- | ---------- | --------------- | --------------- | --------------- | ------------------ | ------------------ | ------------------ | ----------- | ----------- | ----------- | ------ | ------ |
| 2009-2010              | Real Valladolid B      | TD                     | 25         | 0          | -               | -               | -               | -                  | -                  | -                  | -           | -           | -           | 25     | 0      |
| 2009-2010              | Real Valladolid        | PD                     | 1          | 0          | CR              | 2               | 0               | -                  | -                  | -                  | -           | -           | -           | 3      | 0      |
| 2010-2011              | Real Unión             | SDB                    | 14+2       | 1          | CR              | 1               | 0               | -                  | -                  | -                  | -           | -           | -           | 17     | 1      |
| 2011-2012              | Real Unión             | SDB                    | 31         | 0          | CR              | 0               | 0               | -                  | -                  | -                  | -           | -           | -           | 31     | 0      |
| Totale Real Unión      | Totale Real Unión      | Totale Real Unión      | 45+2       | 1          |                 | 1               | 0               |                    | -                  | -                  |             | -           | -           | 48     | 1      |
| 2012-2013              | Eibar                  | SDB                    | 30+6       | 4          | CR              | 3               | 0               | -                  | -                  | -                  | -           | -           | -           | 39     | 4      |
| 2013-2014              | Eibar                  | SD                     | 37         | 3          | CR              | 1               | 0               | -                  | -                  | -                  | -           | -           | -           | 38     | 3      |
| Totale Eibar           | Totale Eibar           | Totale Eibar           | 67+6       | 7          |                 | 4               | 0               |                    | -                  | -                  |             | -           | -           | 77     | 7      |
| 2014-2015              | Real Sociedad          | PD                     | 21         | 0          | CR              | 4               | 0               | UEL                | 0                  | 0                  | -           | -           | -           | 25     | 0      |
| 2015-2016              | Real Sociedad          | PD                     | 21         | 0          | CR              | 1               | 0               | -                  | -                  | -                  | -           | -           | -           | 22     | 0      |
| 2016-2017              | Real Sociedad          | PD                     | 35         | 3          | CR              | 6               | 0               | -                  | -                  | -                  | -           | -           | -           | 41     | 0      |
| Totale Real Sociedad   | Totale Real Sociedad   | Totale Real Sociedad   | 77         | 3          |                 | 11              | 0               |                    | 0                  | 0                  |             | -           | -           | 88     | 3      |
| 2017-2018              | Paris Saint-Germain    | L1                     | 22         | 2          | CF+CdL          | 5+3             | 0               | UCL                | 2                  | 0                  | -           | -           | -           | 32     | 2      |
| 2018-2019              | Athletic Bilbao        | PD                     | 35         | 2          | CR              | 2               | 0               | -                  | -                  | -                  | -           | -           | -           | 37     | 2      |
| 2019-2020              | Athletic Bilbao        | PD                     | 33         | 2          | CR              | 7               | 4               | -                  | -                  | -                  | -           | -           | -           | 40     | 6      |
| 2020-2021              | Athletic Bilbao        | PD                     | 23         | 1          | CR              | 6               | 0               | -                  | -                  | -                  | -           | -           | -           | 29     | 1      |
| 2021-2022              | Athletic Bilbao        | PD                     | 14         | 1          | CR              | 4               | 0               | -                  | -                  | -                  | SS          | 2           | 0           | 20     | 1      |
| 2022-2023              | Athletic Bilbao        | PD                     | 29         | 1          | CR              | 7               | 0               | -                  | -                  | -                  | -           | -           | -           | 36     | 1      |
| 2023-2024              | Athletic Bilbao        | PD                     | 27         | 3          | CR              | 6               | 0               | -                  | -                  | -                  | -           | -           | -           | 33     | 3      |
| 2024-2025              | Athletic Bilbao        | PD                     | 22         | 0          | CR              | 2               | 0               | UEL                | 9                  | 1                  | SS          | 1           | 0           | 34     | 1      |
| Totale Athletic Bilbao | Totale Athletic Bilbao | Totale Athletic Bilbao | 183        | 10         |                 | 34              | 4               |                    | 9                  | 1                  |             | 3           | 0           | 229    | 15     |
| Totale carriera        | Totale carriera        | Totale carriera        | 422        | 23         |                 | 56              | 4               |                    | 11                 | 1                  |             | 3           | 0           | 487    | 28     |

## Palmarès

### Club

#### Competizioni nazionali
- Segunda División: 1

Eibar: 2013-2014
- Supercoppa francese: 1

Paris Saint-Germain: 2017
- Coppa di Lega francese: 1

Paris Saint-Germain: 2017-2018
- Campionato francese: 1

Paris Saint-Germain: 2017-2018
- Coppa di Francia: 1

Paris Saint-Germain: 2017-2018
- Supercoppa di Spagna: 1

Athletic Bilbao: 2021
- Coppa di Spagna: 1

Athletic Bilbao: 2023-2024